# Ambarnath
Ambarnath es una ciudad y municipio situada en el distrito de Thane en el estado de Maharashtra (India). Su población es de 253475 habitantes (2011). Se encuentra a 5 km de Ulhasnagar y a 50 km de Bombay, de cuya área metropolitana forma parte. Para el año 2024 la población aunmento a 683.372 habitantes.

## Demografía
Según el censo de 2011 la población de Ambarnath era de 253475 habitantes, de los cuales 132582 eran hombres y 120893 eran mujeres. Ambarnath tiene una tasa media de alfabetización del 87,22%, superior a la media estatal del 82,34%: la alfabetización masculina es del 91%, y la alfabetización femenina del 83,07%.